# رضا ترابیان
رضا ترابیان (زاده ۷ تیر ۱۳۵۰ - شهرری) بازیکن سابق فوتبال ایرانی است. وی سابقه بازی در باشگاه‌های فتح تهران، پرسپولیس و پاس تهران و استاندارد لیژ را دارد.